# Politique au Mali
Présidence Bah N'Daw

les armoires du Mali

Cet article traite de différents aspects de la politique au Mali, un pays d'Afrique de l'Ouest.

## Pouvoir exécutif
| Fonction                       | Nom             | Parti | Depuis                                 |
| ------------------------------ | --------------- | ----- | -------------------------------------- |
| Chef de l'État de transition   | Assimi Goïta    |       | 24 mai 2021 (4 ans, 2 mois et 4 jours) |
| Premier ministre de transition | Abdoulaye Maïga |       | 21 novembre 2024 (8 mois et 7 jours)   |

## Institutions
Les institutions du Mali sont définies par la Constitution de 2023 fondant la quatrième république.

### Président de la République
Le président de la République est le chef de l’État. Il est garant de l'indépendance nationale, de l'intégrité du territoire, du respect des traités et accords internationaux. Il veille au fonctionnement régulier des pouvoirs publics et assure la continuité de l'État. Il est le chef suprême des armées.
Il nomme le Premier ministre lequel propose les membres de son gouvernement. Présidant le Conseil des ministres qui se réunit chaque semaine le mercredi, il signe les ordonnances et les décrets. Il promulgue également les lois adoptées par l’assemblée nationale.
Le président de la République peut dissoudre l’Assemblée nationale. Lorsque les institutions de la République, l'indépendance de la Nation, l'intégrité du territoire national, l'exécution de ses engagements internationaux sont menacés d'une manière grave et immédiate et que le fonctionnement régulier des pouvoirs publics constitutionnels est interrompu, le président de la République décrète l'état de siège et l'état d'urgence et prend des mesures exceptionnelles dans un cadre fixé par la constitution.
Le président de la République est élu au suffrage universel direct pour un mandat de cinq ans renouvelables une fois.
En cas de vacance de la présidence ou d’empêchement absolu ou définitif constaté par la Cour constitutionnelle, les fonctions du président de la République sont exercées par le président de l’Assemblée nationale en attendant l’élection d’un nouveau président de la République dans une période de 21 à 40 jours.
Amadou Toumani Touré, président de la République depuis 2002, est renversé le 22 mars 2012 par un coup d'État militaire dirigé par le capitaine Amadou Sanogo, président du Comité national pour le redressement de la démocratie et la restauration de l’État. Une médiation, menée sous l'égide de la Cédéao par le Burkina Faso, aboutit à un accord par lequel le président Touré accepte de démissionner le 8 avril,, ouvrant la voie au départ de la junte. Dioncounda Traoré, président de l'Assemblée nationale, est investi président de la République par intérim le 12 avril. Ibrahim Boubacar Keïta est élu lors de l'élection présidentielle de juillet 2013, puis réélu en juillet 2018 pour son deuxième mandat, devant durer de cinq ans et donc censé s'achever en 2023, mais il est renversé par un coup d'État de l'armée en août 2020, dirigé par le Comité national pour le salut du peuple.
En juillet 2025, le général Assimi Goïta promulgue une loi fixant le mandat présidentiel à cinq ans, renouvelable sans élection « jusqu'à la pacification du pays ». Toutefois, la loi prévoit que la durée peut être écourtée « dès que les conditions permettant l'organisation d'une élection présidentielle transparente et apaisée sont réunies ». Assimia Goïta devient de facto président de la république du Mali.

### Gouvernement
Le Premier ministre et les ministres sont nommés par le président de la République. Ils se réunissent toutes les semaines en conseil des ministres sous sa présidence. L'actuel gouvernement est formé par le Comité national pour le salut du peuple, junte militaire formée après le coup d'État de 2020.

### Assemblée nationale

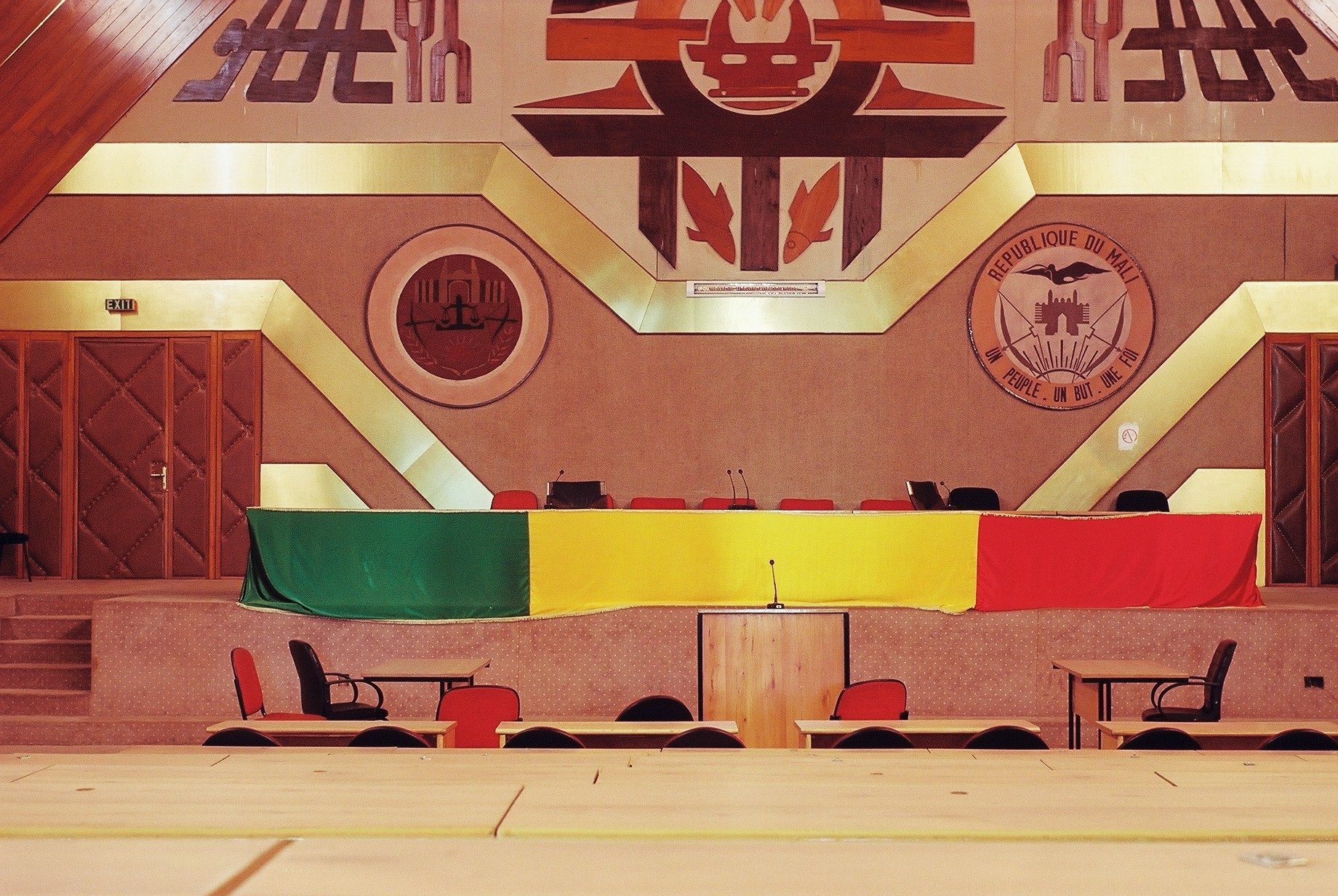
L'Assemblée nationale.

L’Assemblée nationale est la chambre unique du Parlement. Elle contrôle le travail du gouvernement et adopte les lois qui sont ensuite promulguées par le président de la République.
Les députés, au nombre de 147, sont élus au suffrage universel direct pour un mandat de cinq ans. Les dernières élections ont eu lieu en 2020.
Le parlement est dissout par le président Ibrahim Boubacar Keïta quand ce dernier a annoncé sa démission dans la foulée du coup d'État de 2020 et remplacé par le Conseil national de la transition.

### Haut Conseil des collectivités territoriales
La mission du Haut Conseil des collectivités territoriales est fixé par la constitution : « étudier et de donner un avis motivé sur toute politique de développement local et régional ». Les Conseillers Nationaux sont élus pour cinq ans au suffrage indirect. Ils assurent la représentation des collectivités territoriales de la République. Les Maliens établis à l'extérieur sont représentés au Haut Conseil des Collectivités.
75 conseillers nationaux siègent au Haut conseil des collectivités à raison de 8 conseillers pour chacune des régions et le district de Bamako et de 3 conseillers représentant les Maliens établis à l'extérieur.
Ils sont élus au suffrage indirect pour un mandat de 5 ans au niveau de chaque région et du district de Bamako par un collège composé de l'ensemble des conseillers communaux en exercice. Les dernières élections ont eu lieu 18 mars 2007.
Le président du Haut Conseil des Collectivités territoriales est actuellement Oumarou Ag Mohamed Ibrahim Haïdara.

### Autres institutions
- La Cour constitutionnelle
- Le Médiateur de la République
- Le Conseil économique, social et culturel
- La Haute Cour de justice

## Partis politiques
Après le renversement du régime de Moussa Traoré et l’institution de la troisième république en 1992, le multipartisme est en vigueur au Mali. Il existe plus de 100 partis politiques.